# Dimitrie Scarlat Miclescu
Dimitrie Scarlat Miclescu (n. 29 februarie 1820, Iași – d. 21 noiembrie 1896, Botoșani) a fost un om politic român, ministru al lucrărilor publice în guvernul lui Vasile Sturdza și al justiției în guvernul Manolache Costache Epureanu (Iași - 2), ambele de la Iași, după Mica Unire, dar înainte de unirea administrativă a Principatelor Române.
Mormântul său se află în Cimitirul Eternitatea din Botoșani, pe a cărui piatra funerară scrie „Aici odihnește amicul țăranilor”.

## Date biografice
Dimitrie Miclescu a fost fiul vornicului Scarlat Miclescu (1788 – 12 aprilie 1853) și al Mariei Beldiman, deci frate al mitropolitului Calinic Miclescu. A fost căsătorit cu Catinca Saint-Andre, apoi cu Maria Butureanu, cu care a avut doi copii: Constantin (1852-1912), avocat, profesor la Liceul Național din Iași, și Victor (1866-1922), avocat, politician, publicist.
A fost semnatar al petiției adresată, în 1857, Marilor Puteri, semnatare ale Tratatului de la Paris, demascând activitatea caimacamului Teodor Balș. În perioada în care a fost deputat al ieșenilor în Adunarea Ad-hoc și al dorohoienilor în Adunarea Electivă s-a remarcat ca "un unionist convins și înflăcărat din primele timpuri, sprijinind cu convingere și pasiune ideea unirii celor două țări, într-un moment când astfel de idei nu erau nici prea mult răspândite, nici îndeajuns de sprijinite" (Victor Slăvescu). Apoi a îndeplinit funcțiile de ministru al lucrărilor publice în cel dintâi guvern al Moldovei (15 ianuarie 1859), ministru de finanțe și de justiție (1859-1860).

## Loja Coroanei lui Ștefan cel Mare
Dimitrie Miclescu a fost prim supraveghetor al Lojii Coroana lui „Ștefan cel Mare” din Botoșani, apoi s-a evidențiat în calitatea sa de comisar pentru problemele împroprietăririi, sub Cuza Vodă, prezentându-i domnitorului un tablou veridic al lumii satului, al abuzurilor și fărădelegilor celor puternici la adresa țărănimii oprimate, relevant fiind în acest caz raportul pe care îl înaintează domnitorului la 5 noiembrie 1865, unde notează:
„Locuitorii de prin sate care văzându-se deodată eliberați de sub tutela proprietarilor sunt abandonați și fără nici un sprijin, ei nu mai știu în nevoia lor de astăzi la cine să ceară ajutor și povățuire; de se adresează la primarii aleși de ei, aceștia le sunt trădători și de rea credință; de aleargă ei la subprefecți, aceștia numai la ocazia executării birului și a altor contribuții îi vizitează și îi cercetează; iar de mai apelează și cer dreptate la prefect, atuncea vai de ei! Năpaste peste năpaste și mare urgie se stârnește de la subprefect și primariu în contra acelor nenorociți locuitori care au cutezat să se jeluiască la prefectură. Așa-i admirația de prin toate comunele rurale din județul Iași, Botoșani, Fălticeni și Romanul”
Devotat convingerilor sale politice a dat el însuși un exemplu  împărțind gratuit moșia Gropnița sătenilor, fapt care i-a adus frumoasa etichetă „Amicul țăranilor”, făcându-l să se lepede de blazonul unei faimoase și vechi familii de boieri ai Moldovei, îmbrăcând straie țărănești tradiționale.

## Director de periodice
A condus periodice botoșănene – „Opiniunea” – 1867, „Cucoșul în pragul ușii”, „Curierul de Dorohoi”. A îndeplinit funcția de decan al Baroului din Botoșani, precum și de profesor la Liceul „A.T. Laurian” din Botoșani.

## Aprecieri
Într-o ședință a Camerei Deputaților din 21 februarie 1887, Mihail Kogălniceanu îl aprecia astfel „ ... om care a jucat un rol însemnat în țara aceasta, care a purtat un nume din cele mai mari din Moldova ... Dimitrie Miclescu e o figură care va sta și în istorie”.

## Descendență
| Zoe Vârnav | Zoe Vârnav | Zoe Vârnav | Zoe Vârnav | Zoe Vârnav | Zoe Vârnav |                  |                  |                  |                  |                  |                  | Constantin Miclescu | Constantin Miclescu | Constantin Miclescu | Constantin Miclescu | Constantin Miclescu | Constantin Miclescu |  |  | Smaranda Neculce | Smaranda Neculce | Smaranda Neculce | Smaranda Neculce | Smaranda Neculce | Smaranda Neculce |                |                |                |                |                |                | Dimitrie Beldiman | Dimitrie Beldiman | Dimitrie Beldiman | Dimitrie Beldiman | Dimitrie Beldiman | Dimitrie Beldiman |  |  |
| Zoe Vârnav | Zoe Vârnav | Zoe Vârnav | Zoe Vârnav | Zoe Vârnav | Zoe Vârnav |                  |                  |                  |                  |                  |                  | Constantin Miclescu | Constantin Miclescu | Constantin Miclescu | Constantin Miclescu | Constantin Miclescu | Constantin Miclescu |  |  | Smaranda Neculce | Smaranda Neculce | Smaranda Neculce | Smaranda Neculce | Smaranda Neculce | Smaranda Neculce |                |                |                |                |                |                | Dimitrie Beldiman | Dimitrie Beldiman | Dimitrie Beldiman | Dimitrie Beldiman | Dimitrie Beldiman | Dimitrie Beldiman |  |  |
|            |            |            |            |            |            |                  |                  |                  |                  |                  |                  |                     |                     |                     |                     |                     |                     |  |  |                  |                  |                  |                  |                  |                  |                |                |                |                |                |                |                   |                   |                   |                   |                   |                   |  |  |
|            |            |            |            |            |            | Scarlat Miclescu | Scarlat Miclescu | Scarlat Miclescu | Scarlat Miclescu | Scarlat Miclescu | Scarlat Miclescu |                     |                     |                     |                     |                     |                     |  |  |                  |                  |                  |                  |                  |                  | Maria Beldiman | Maria Beldiman | Maria Beldiman | Maria Beldiman | Maria Beldiman | Maria Beldiman |                   |                   |                   |                   |                   |                   |  |  |
|            |            |            |            |            |            | Scarlat Miclescu | Scarlat Miclescu | Scarlat Miclescu | Scarlat Miclescu | Scarlat Miclescu | Scarlat Miclescu |                     |                     |                     |                     |                     |                     |  |  |                  |                  |                  |                  |                  |                  | Maria Beldiman | Maria Beldiman | Maria Beldiman | Maria Beldiman | Maria Beldiman | Maria Beldiman |                   |                   |                   |                   |                   |                   |  |  |
|            |            |            |            |            |            |                  |                  |                  |                  |                  |                  |                     |                     |                     |                     |                     |                     |  |  |                  |                  |                  |                  |                  |                  |                |                |                |                |                |                |                   |                   |                   |                   |                   |                   |  |  |
|            |            |            |            |            |            |                  |                  |                  |                  |                  |                  |                     |                     |                     |                     | Dimitrie Miclescu   |                     |  |  |                  |                  |                  |                  |                  |                  |                |                |                |                |                |                |                   |                   |                   |                   |                   |                   |  |  |